# Едмънд Халей
Едмънд Халей (на английски: Edmond Halley) е английски астроном, физик и математик.

## Биография
Едмънд Халей е роден на 8 ноември 1656 година в Хагерстън, днес част от Лондон, в семейството на заможен производител на сапун. Първоначално учи в Лондон, а от 1673 до 1676 в Куинс Колидж в Оксфордския университет, където публикува първите си изследвания на Слънчевата система и слънчевите петна.
След като завършва университета Халей заминава за остров Света Елена, за да прави астрономически наблюдения от Южното полукълбо. Връща се в Англия през 1678, а на следващата година публикува „Catalogus Stellarum Australium“, който включва подробности за наблюденията му на 341 южни звезди. Книгата е високо оценена, като допълването на звездната карта донася на Халей сравнения с Тихо Брахе. Той е приет и за член на Кралското дружество.
През 1682 Халей се жени и се установява в Ислингтън. Той прекарва повечето си време в наблюдения на Луната, но се интересува и от проблемите на гравитацията и доказването на Законите на Кеплер. През 1684 се среща с Исак Нютон, за да обсъди тези въпроси, но установява, че той вече има решение на проблема, което просто не е публикувал. Халей го убеждава да напише основния си труд, „Philosophiae Naturalis Principia Mathematica“, който по-късно е издаден с техническата и финансова помощ на самия Халей.
През 1686 Едмънд Халей публикува втора част от резултатите на своята експедиция до Света Елена. Тя включва описание на пасатите и мусоните, като движенията в атмосферата са обяснени с нагряването от Слънцето. Той установява и връзката между атмосферното налягане и надморската височина.
През 1690 Едмънд Халей проектира водолазна камбана, която дава възможност за продължителен престой под водата, за да се извършват подводни наблюдения. През 1693 публикува статия за пожизнените анюитети. Тя се основава на подробно изследване на регистрите на град Бреслау, смятано за важно събитие в историята на демографията.
През 1698 е назначен за капитан на кораба „Парамор“, за да проведе наблюдения на земното магнитно поле. Експедицията продължава две години и пресича Атлантическия океан от 52° северна ширина до 52° южна ширина. Резултатите са публикувани през 1701 в „General Chart of the Variation of the Compass“.
През 1703 Халей става професор по геометрия в Оксфордския университет. През 1705 публикува „Synopsis Astronomia Cometicae“, в която свързва наблюденията на комети през 1456, 1531, 1607 и 1682, с един и същ обект, за който предвижда, че ще се появи отново през 1758. Когато това става, той е наречен Халеева комета.
През 1716 Едмънд Халей предлага нов метод за точно изчисление на разстоянието между Земята и Слънцето чрез измерване на времето за преминаване на Венера пред Слънцето. През 1718 открива собственото движение на звездите, сравнявайки своите измервания с тези на древногръцките астрономи. През 1720 наследява Джон Фламстед като кралски астроном, пост, който запазва до смъртта си.
Умира на 14 януари 1742 година в Гринуич на 85-годишна възраст.